# Alex Giorgetti
Alex Giorgetti (Budapest, 24 dicembre 1987) è un pallanuotista italiano con cittadinanza ungherese, attaccante del Telimar Palermo.

## Carriera
Si è laureato campione del mondo con la nazionale italiana nel 2011 a Shanghai. Nello stesso anno è stato premiato come miglior giocatore della World League.

## Palmarès

### Club
- Campionato italiano: 8

Pro Recco: 2007-08, 2008-09, 2009-10, 2010-11, 2011-12, 2013-14, 2014-15, 2015-16
- Coppe Italia: 7

Pro Recco: 2007-08, 2008-09, 2009-10, 2010-11, 2013-14, 2014-15, 2015-16
- Eurolega: 4

Pro Recco: 2007-08, 2009-10, 2011-12, 2014-15
- Supercoppa LEN: 4

Pro Recco: 2007, 2008, 2010, 2015
- Lega Adriatica: 1

Pro Recco: 2011-12
- Coppa di Germania: 1

Waspo Hannover: 2019

### Nazionale
- Olimpiadi

Londra 2012: 
- Mondiali

Shanghai 2011: 
- World League

Firenze 2011: 
Almaty 2012: 
- Giochi del Mediterraneo

Pescara 2009: 
- Argento ai campionati mondiali juniores: 1

Italia: Long Beach 2007